# ザ・ギャンブラー/熱い賭け
『ザ・ギャンブラー/熱い賭け』（ザ・ギャンブラー/あついかけ、The Gambler）は、2014年のアメリカ合衆国のクライム映画。1974年の映画『熱い賭け』のリメイク。監督をルパート・ワイアットが、製作・主演をマーク・ウォールバーグが務めた。
日本では劇場公開されなかったが、ビデオスルーという形で視聴可能。

## ストーリー
ギャンブル依存症の大学教授ジムは、毎晩カジノに出向いては大金をつぎ込むといった破滅的な生き方をしていた。そんなある日、金に困ったジムは、危険だとわかっていながらマフィアから大金を借りてしまう。しかし、その借金すらもカジノに消えてしまったことで、返済を迫られたジムはついに命までも狙われるようになってしまう。窮地に陥ったことで自暴自棄になるジムだったが、教え子のエイミーと親密になったことで、そんな自らの人生を変えようと決意する。

## キャスト
※括弧内は日本語吹替
- ジム・ベネット - マーク・ウォールバーグ（森川智之）
- フランク - ジョン・グッドマン（楠見尚己）
- エイミー・フィリップス - ブリー・ラーソン（清水理沙）
- ネヴィル・バラカ - マイケル・ケネス・ウィリアムス（志村知幸）
- ロベルタ - ジェシカ・ラング（北條文栄）
- ラマー・アレン - アンソニー・ケリー（櫻井トオル）
- ミスター・リー - アルヴィン・イン（佐々木省三）